# Kościół św. Marcina w Szubinie
Kościół Świętego Marcina w Szubinie – rzymskokatolicki kościół parafialny znajdujący się w mieście Szubin przy Placu Kościelnym.
Świątynia została zbudowana w XV wieku. Jest to świątynia późnogotycka, orientowana. W drugiej połowie XVI wieku została dobudowana kaplica zwana Jagiellońską, zakończona manierystycznym szczytem. W kaplicy tej odprawiano legaty królewskich donatorów i dlatego tak się ona nazywa. Kościół dwukrotnie uległ pożarom, w drugim w 1840 roku dach i sklepienie zostało uszkodzone, a wnętrze uległo wypaleniu. Dwa lata później w 1842 roku odbudowany. W 1862 roku stara wieża gotycka została zastąpiona przez nową w stylu gotyku nadwiślańskiego. Kościół poświęcony został w 1842. Jest to budowla murowana z cegły o układzie gotyckim. W prezbiterium zwraca uwagę gotyckie sklepienie krzyżowo – żebrowe, na belce tęczowej są umieszczone rzeźby Grupa Ukrzyżowania. Wnętrze świątyni jest utrzymane w stylu barokowym. W ołtarzu głównym widnieje wczesnobarokowy obraz Maryi z Dzieciątkiem z XVII wieku, zasłonięty także barokowym obrazem św. Marcina z XVII wieku oraz Zdjęcie z Krzyża.